# 馬卡里哈 (茲納緬卡區)
48°49′5″N 32°48′32″E / 48.81806°N 32.80889°E
馬卡里哈（烏克蘭語：Макариха），是烏克蘭中部的村莊，隸屬基洛夫格勒州的克羅皮夫尼茨基區。該村始建於1835年，面積1.5平方公里，海拔高度126米，2001年人口567，人口密度每平方公里378人。